# Міністерство закордонних справ Республіки Білорусь
Міністерство закордонних справ Республіки Білорусь (МЗС Білорусі) — республіканський орган державного управління, підпорядкований Уряду Республіки Білорусь. З окремих питань діяльності, передбаченими законодавством, МЗС може підкорятися виключно Президенту Республіки Білорусь. МЗС проводить державну політику у сфері зовнішніх зв'язків, здійснює координацію зовнішньоекономічної і зовнішньополітичної діяльності Республіки Білорусь.

## Система МЗС
До системи МЗС входять центральний апарат МЗС, дипломатичні представництва Республіки Білорусь за кордоном, а також державні організації, підлеглі МЗС, відповідно до переліку, затвердженого Радою Міністрів Республіки Білорусь:
- Інформаційне республіканське унітарне підприємство «Національний центр маркетингу і кон'юнктури цін»;
- Республіканське унітарне підприємство «Інформаційний центр Міністерства закордонних справ Республіки Білорусь».

Окремим структурним підрозділом центрального апарату МЗС є Департамент зовнішньоекономічної діяльності Міністерства закордонних справ Республіки Білорусь з правами юридичної особи.

## Завдання МЗС
Основними завданнями МЗС є:
- реалізація єдиної зовнішньої політики Республіки Білорусь, у тому числі координація політики в галузі зовнішньоекономічної діяльності;
- забезпечення прав та інтересів Республіки Білорусь в міждержавному сполученні;
- подання Республіки Білорусь у відносинах з іноземними державами, міжнародними організаціями та міждержавними утвореннями; формування, підтримання та зміцнення позитивного іміджу Республіки Білорусь за кордоном;
- координація діяльності республіканських органів державного управління щодо забезпечення єдиної політики Республіки Білорусь у відносинах з іноземними державами, міжнародними організаціями та міждержавними утвореннями;
- захист прав та інтересів фізичних і юридичних осіб Республіки Білорусь за кордоном;
- створення сприятливих умов для просування економічних інтересів Республіки Білорусь за кордоном;
- планування зовнішньополітичної і зовнішньоекономічної діяльності;
- збір і аналіз інформації про фактори і тенденції міжнародного розвитку та внесення Президентові Республіки Білорусь, уряду Республіки Білорусь, національних зборів Республіки Білорусь пропозицій і рекомендацій з тактичного реагування і стратегічних напрямків зовнішньополітичного і зовнішньоекономічного співробітництва в інтересах Республіки Білорусь;
- забезпечення реалізації рішень Президента Республіки Білорусь, Уряду Республіки Білорусь, національних зборів Республіки Білорусь з питань зовнішньополітичної і зовнішньоекономічної діяльності Республіки Білорусь;
- координація діяльності державних органів Республіки Білорусь з формування й удосконалення договірно-правової бази відносин Республіки Білорусь з іноземними державами, міжнародними організаціями та міждержавними утвореннями;
- керівництво роботою закордонних установ Республіки Білорусь та ін.

Відповідно до покладених на нього завдань, МЗС проводить інформаційно-аналітичну та інформаційно-пропагандистську роботу; веде підготовку й бере участь у здійсненні візитів державних та урядових делегацій, координує та контролює виконання домовленостей за результатами цих візитів; проводить переговори з представниками іноземних держав, міжнародних організацій і міждержавних утворень; бере участь в організації міжнародних форумів в Республіці Білорусь та за кордоном; розробляє в межах своєї компетенції проєкти міжнародних договорів, проводить роботу з їх укладення та виконання; забезпечує дотримання єдиного державного протоколу Республіки Білорусь; здійснює роботу з оформлення членства Республіки Білорусь в міжнародних організаціях; бере участь у розробці і реалізації програм соціально-економічного розвитку в частині зовнішньоекономічної діяльності; бере участь у розробці пропозицій зі збільшення експортного потенціалу країни; сприяє залученню іноземних інвестицій в економіку країни; здійснює реєстрацію зарубіжних підприємств у спеціальному реєстрі; здійснює підготовку обґрунтувань і проєктів рішень про встановлення дипломатичних відносин Республіки Білорусь з іноземними державами та членство країни в міжнародних організаціях; оформляє довірчі і відкличні грамоти керівникам дипломатичних представництв Республіки Білорусь; видає патенти глав консульських установ Республіки Білорусь, приймає патенти і видає екзекватури глав консульських установ іноземних держав в Республіці Білорусь; забезпечує оформлення в межах своєї компетенції паспортно-візової документації для виїзду за кордон та в'їзду на територію Білорусі, здійснює інші види консульської діяльності; здійснює контакти з дипломатичними представництвами і консульськими установами іноземних держав, представництвами міжнародних організацій в Республіці Білорусь та веде з ними дипломатичне та консульське листування.

## Зовнішні представництва
Станом на лютий 2015 Білорусь підтримує дипломатичні відносини із 174 державами світу, у 56 з яких Білорусь представлена на рівні посольств. За кордоном функціонують також 12 відділень посольств, 2 постійних представництва при міжнародних організаціях, 9 генеральних консульств і 1 консульство. Керівники 24 закордонних установ додатково акредитовані в 53 країнах при 12 міжнародних організаціях і міждержавних інтеграційних структурах за сумісництвом.

## Керівництво
МЗС очолює міністр закордонних справ Білорусі, який призначається на посаду і звільняється з посади Президентом Республіки Білорусь. Міністр за посадою є членом Президії Ради Міністрів Республіки Білорусь.
Нині обіймає посаду міністра Риженков Максим Володимирович.
У міністра є чотири заступники, у тому числі один перший.